# Nederlands Forensisch Instituut
Het Nederlands Forensisch Instituut (NFI), voorheen het Gerechtelijk Laboratorium, is een overheidsinstantie die forensisch onderzoek doet voor het strafrechtelijk onderzoek. Tot 2004 was het gevestigd in Rijswijk (Zuid-Holland). In dat jaar betrok de organisatie een nieuw onderkomen in de wijk Ypenburg in Den Haag. Naast het doen van forensisch onderzoek, geeft het NFI voorlichting aan zijn ketenpartners en investeert het in kennis en innovatie. Op deze manier speelt het NFI in op de snelle ontwikkelingen in de forensische wereld. Het NFI bestaat uit meer dan zeshonderd medewerkers.

## Missie van het NFI
De missie die alle medewerkers van het NFI met elkaar verbindt is: “Gericht op waarheid, geleid door wetenschap, voor een veiliger samenleving”.

## Geschiedenis
De grondslagen voor het huidige NFI werden kort na de Tweede Wereldoorlog gelegd. Op 30 juli 1945 werd in een ministerieel besluit besloten tot instelling van het Gerechtelijk Laboratorium. Drie jaar later, op 4 november 1948, werd het laboratorium een zelfstandig onderdeel van het ministerie van Justitie . In 1951 vond de oprichting plaats van een verwant instituut, het Gerechtelijk Geneeskundig Laboratorium, dat later hernoemd werd tot Laboratorium voor Gerechtelijke Pathologie. Patholoog-anatoom Jan Zeldenrust was de eerste directeur van dit laboratorium. In 1999 zijn beide laboratoria samengegaan in het Nederlands Forensisch Instituut.

### Snelle groei
Sinds de Tweede Wereldoorlog zijn de ontwikkelingen in het forensisch onderzoek razendsnel gegaan. Toenemende mogelijkheden binnen de onderzoeksgebieden, nieuwe onderzoeksterreinen en een toename van het belang van forensisch-technisch bewijs zorgden voor de groei van de laboratoria in de jaren 50 en 60. Invoering van de bloedalcoholonderzoeken bij rijden onder invloed zorgde voor een volgende groeispurt in de jaren 70.
Eind jaren tachtig werd DNA-onderzoek een specialisme en de toenemende informatisering van de maatschappij leidde in de decennia daarna tot onderzoeken aan bijvoorbeeld computers, gegevensbestanden en andere digitale informatiebronnen. Door het toenemende gebruik van internet en sociale media is in het begin van de 21e eeuw forensisch big data analyse toegevoegd aan de disciplines waar het NFI in excelleert.

## Werkzaamheden
Het NFI kent drie kerntaken:
- Het uitvoeren van forensisch zaakonderzoek
- Het continu verbeteren van producten en diensten door middel van wetenschap en innovatie
- Voorlichting geven aan ketenpartners

### Kerntaak 1: Het uitvoeren van forensisch zaakonderzoek
Het NFI onderzoekt sporen die door de politie op een plaats delict worden verzameld. Binnen het instituut bestaan meer dan veertig vakgebieden. Er kan binnen het instituut multidisciplinair aan een onderzoek worden gewerkt. Onderzoek varieert van pathologie, toxicologie, chemisch onderzoek, wapens en munitie, verkeer, milieu, digitale sporen tot onderzoek van verdovende middelen en DNA.
Het NFI is sinds de fusie in 1999 sterk gegroeid. Uit kwaliteitsoverwegingen worden de onderzoeken dubbel uitgevoerd en bij voorkeur blind ( d.w.z. zonder voorkennis van de context van de zaak). Naar aanleiding van de bevindingen uit het onderzoeksrapport-Posthumus van 2005 wordt er met de politie gewerkt in forensische samenwerkingsverbanden. Ook wordt er meer aandacht gegeven aan de onafhankelijkheid van de deskundige in een onderzoek en aan het in begrijpelijke taal rapporteren. Research en ontwikkeling dienen methoden van het instituut verder te objectiveren en er voor te zorgen dat onderzoeksresultaten sneller beschikbaar komen.
Het NFI voorziet nationale en internationale organisaties die zich inzetten voor vrede, recht en veiligheid van informatie uit sporen.
Jaarlijks voert het NFI 42.000 onderzoeken uit. De opdrachtgevers zijn:
- De politie
- Het Openbaar Ministerie
- De Rechtspraak

Politie levert aan het NFI sporen die verzameld zijn op een plaats delict. Het NFI doet forensisch onderzoek op de geleverde sporen. Aan de hand van de resultaten van het onderzoek bepaalt het NFI de bewijswaarde van deze sporen. Deze informatie kan van belang zijn in de opsporingsfase van een politieonderzoek (dat is de beginfase van een onderzoek) of in een latere fase van een gerechtelijk onderzoek (de resultaten van het forensisch onderzoek kunnen een rechter helpen om tot een uitspraak te komen over de (on)schuld van een verdachte).
Het eindproduct is een deskundigenrapport waarop de resultaten van het forensisch onderzoek worden getoond en geïnterpreteerd in het licht van twee verschillende onderzoekshypothesen.
Voorbeeld: op een plaats delict wordt een schoenafdruk gevonden die mogelijk naar de dader kan leiden.  De politie vraagt een onderzoek aan bij het NFI met de volgende onderzoeksvraag: Is het aangetroffen schoenspoor veroorzaakt door de schoen van de verdachte? De forensisch onderzoeker vergelijkt het schoenspoor met de schoen van de verdachte. Voorbeelden van onderzoekshypothesen in dit geval zijn:
Hypothese 1: De schoen van de verdachte veroorzaakte het spoor.
Hypothese 2: Een andere schoen met een soortgelijk profiel en afmeting veroorzaakte het spoor.
De forensisch onderzoeker voert het onderzoek uit en vindt zowel verschillen als overeenkomsten tussen het gevonden spoor en de schoen van de verdachte. Een van de duidelijke overeenkomsten is een bepaalde lijn in het schoenspoor. Die ‘lijn’ is terug te zien als een lange snee in de zool van de schoen van de verdachte. De onderzoeker stelt dan dat deze overeenkomst beter past bij hypothese 1 dan bij hypothese 2. De onderzoeker kan dan de volgende conclusie trekken: “De resultaten van het onderzoek zijn (veel) waarschijnlijker wanneer de schoen van de verdachte het spoor veroorzaakte, dan wanneer  een andere schoen met een soortgelijk profiel het spoor veroorzaakte”.
Op deze manier doet de forensisch onderzoeker alleen uitspraak over de bewijswaarde van de resultaten van het onderzoek en niet over de (on)schuld van de verdachte.

### Kerntaak 2: Verbeteren van producten en diensten door middel van wetenschap en innovatie
Het NFI behoort wereldwijd gezien tot de vooraanstaande forensische instituten. Deze positie heeft het NFI verdiend door het continu verbeteren van zijn producten en diensten. Ervaring uit de forensische praktijk is leidend voor het inzetten van wetenschap en innovatie bij het NFI.
Het NFI voert projecten uit  zowel intern, binnen de verschillende disciplines en multidisciplinair, als in samenwerking met externe partijen zoals universiteiten en andere onderzoeksinstituten. De projecten worden uitgevoerd in samenwerking met nationale en  internationale partners.

### Kerntaak 3: Voorlichting geven aan ketenpartners
Naast het uitvoeren van zaakonderzoek investeert het NFI in het uitwisselen van kennis en expertise met zijn ketenpartners. Het NFI verzorgt  (afstands)onderwijs  voor onder meer de Rechtspraak, het Openbaar Ministerie, de politie, de advocatuur en universiteiten. Waar mogelijk wordt dat in samenwerking gedaan met de ketenpartners. De positieve resultaten van deze samenwerkingen zijn zichtbaar van de plaats delict tot in de rechtszaal.

## Enkele voorbeelden van zaken waar het NFI aan heeft gewerkt
Het NFI levert een belangrijke bijdrage aan het oplossen van zaken in opdracht van de politie, het OM en de Rechtspraak. Zie hieronder een aantal voorbeelden ervan:
- Onderzoek naar de dood van Nicky Verstappen: De 11-jarige Nicky Verstappen verdween in 1998 uit een jeugdkamp op de Brunssummerheide. Een dag later werd hij daar dood gevonden. Het NFI vindt na 20 jaar een DNA-match. Hierdoor is de verdachte Jos B. in  beeld gekomen bij het OM en de politie. DNA-onderzoek door het NFI is doorslaggevend geweest in deze zaak. [5] [6] [7]

- Woonboot Wormer:  In de nacht van zondag 12 april op maandag 13 april 2015 gaat een bom af op een woonboot in Wormer. Volgens ooggetuigen was er eerst een brand op de boot voordat de klap volgde. Bij de explosie aan de voorzijde van het schip komt de 53-jarige eigenaar van het schip om het leven, zijn 51-jarige vrouw raakt zwaargewond. Samen met de politie Noord-Holland en de Explosieven Opruimingsdienst Defensie (EOD) heeft het NFI (teams ‘Explosies & Explosieven’ en ‘Vingersporen’) een belangrijke bijdrage geleverd aan het oplossen van deze zaak. [8] [9]

- Onderzoek naar de dood van een tienjarig kind uit Dordrecht: een vader belt 112 met de melding dat hij zijn zoontje dood in bed heeft gevonden. De vader verklaart dat hij de hele nacht heeft geslapen, maar later blijkt deze verklaring niet te kloppen. De sporen die op het lichaam van de jongen worden gevonden wijzen op dood door een misdrijf. Politie en het NFI doen grondig onderzoek naar de dood van de jongen. [10] [11]

- Onderzoek naar gevonden lichaam in het Belgische Wuustwezel: in een bos wordt een zwarte sporttas gevonden met daarin het levenloze lichaam van een man. De man blijkt door verwurging en steekwonden om het leven gebracht. DNA- en Vezeldeskundigen van het NFI hebben onderzoek gedaan naar de sporen gevonden op de tas en het lichaam van het slachtoffer. [12]

- Amsterdamse zedenzaak Robert M (Amsterdam):  Robert M. werd in 2010 opgepakt wegens grootschalig misbruik van kinderen op kinderdagverblijf 't Hofnarretje in Amsterdam, waar hij jarenlang werkzaam was. Soms ging het om baby's van enkele weken oud. In deze zaak heeft het NFI bijgedragen aan het vinden van wachtwoorden van versleutelde bestanden en het terugvinden van gewiste afbeeldingen uit grote hoeveelheden beeldmateriaal. [13]

- Moordzaak zakenman in Bilthoven: Een zakenman wordt in zijn woning in Bilthoven dood gevonden. De politie heeft aanwijzingen dat het slachtoffer is omgebracht. De verdachte in deze zaak verklaart een alibi te hebben, maar op basis van de geregistreerde stappen en afstanden op zijn Iphone kon deze alibi ongeldig verklaard worden. Deskundigen van het NFI hebben onderzoek gedaan naar de nauwkeurigheid van de stappenteller op mobiele telefoons. Verder heeft het NFI o.a. DNA- en  pathologisch onderzoek gedaan in deze zaak. [14] [15]

## Opspraak
Bij onder andere de volgende zaken is het NFI in opspraak gekomen:
- Bij de moord op het Groninger echtpaar Lisa en Leendert van der Lei bleek het in de pers komen van de zaak van invloed te zijn op de door NFI opgestelde rapportage. Dit was het geval nadat het FLDO, een laboratorium van de Universiteit Leiden, eveneens onderzoek had gedaan, waarna verschillen in bevindingen in de pers aanhangig waren gemaakt.
- Bij de zaak van het hart van Denise Schouten werd het hart van iemand anders door het NFI ter beschikking gesteld voor onderzoek in het academisch ziekenhuis te Maastricht; tevens kreeg de familie Schouten ander orgaanweefsel dan dat van hun eigen dochter terug van het NFI. Op 26 mei 2008 maakte justitie bekend, na een onderzoek van 10 maanden door de rijksrecherche, dat het mysterie van het verdwenen hart niet was opgelost.
- Bij de Deventer moordzaak is in 2007 door Maurice de Hond een zwartboek uitgegeven. Op basis van een groot aantal rapporten van het NFI uitgebracht in het kader van de Deventer moordzaak werden door samenwerkende burgers zeventien rapporten gemaakt over geconstateerde problemen bij het werk van het NFI. Dit was mogelijk geworden doordat, anders dan bij andere rechtszaken, veel van het basismateriaal in 2006 beschikbaar was gekomen en door het uitbrengen van meerdere rapporten van het NFI over hetzelfde onderwerp.[16][17] Na intern onderzoek kwam het NFI zelf tot de conclusie dat er op enkele punten inderdaad een andere handelswijze de voorkeur had verdiend, maar dat de onzorgvuldigheden tijdens het onderzoek geen relevante gevolgen hadden gehad.[18][19]
- In de zaak Marco Kroon  rapporteerde het NFI op basis van door haar verricht onderzoek drugsgebruik. Op 5 april 2011, de tweede zittingsdag bij de militaire rechtbank in Arnhem, bleek dat het NFI in eerste instantie het onderzoek weigerde uit te voeren omdat er zes haren (0.3 mg) beschikbaar waren, terwijl volgens NFI 10 mg vereist is. In tweede instantie werd het onderzoek toch uitgevoerd. Volgens de bij het proces aanwezige Franse deskundige Pascale Kintz moest het honderdvoudige aan haar beschikbaar zijn om tot de conclusie te komen dat iemand drugsgebruiker is of van buiten is besmet met cocaïne. Ook bleek bij het proces dat het haar door Kroon zelf uitgetrokken was. Het is daarom ongeschikt voor onderzoek omdat er sprake kan zijn van externe besmetting. NFI was niet op de hoogte van de manier waarop het haar verzameld was. Volgens Klintz konden er geen conclusies getrokken worden op basis van het verrichte onderzoek; een tweede deskundige, De Wolff, steunde dit standpunt. De rechtbank verwierp het door NFI geleverde bewijs.
- In september 2010 werden in Geleen de lijkjes van drie vermoorde baby’s aangetroffen. De moeder werd ervan verdacht de pasgeboren baby’s te hebben gedood. Een particulier onderzoekslaboratorium verrichtte onderzoek in deze zaak nadat het NFI geen doodsoorzaak kon vinden. Daarbij werd gebruikgemaakt van de diensten van de Zwitserse forensisch patholoog Danny Spendlove. Deze constateerde dat een van de baby's waarschijnlijk door verstikking was omgebracht. Belangrijke organen bleken echter niet meer in het lichaam aanwezig toen hij nader onderzoek wilde uitvoeren. Het NFI ontkende dat de organen zijn weggegooid of zoekgeraakt. Spendlove stelde een voor de organisatie vernietigend rapport op. Hij werd vervolgens beschuldigd van valsheid in geschrifte.